# Discographie d'Art Pepper en leader

## Années 1950
|                                       | Lieu                                                    | Date                                     | CD |
| ------------------------------------- | ------------------------------------------------------- | ---------------------------------------- | --- |
| Art Pepper Septet                     | Lighthouse Club, Hermosa Beach, Californie              | 6 janvier 1952                           | Art Pepper Live At The Lighthouse '52                                                                                        |
| Art Pepper Quartet                    | Surf Club, Los Angeles, Californie                      | Early show, 12 février 1952              | Complete Surf Club Sessions                                                                                                  |
| Art Pepper Quartet                    | Surf Club, Los Angeles, Californie                      | Late show, 12 février 1952               | Complete Surf Club Sessions                                                                                                  |
| Art Pepper Quartet                    | Los Angeles, Californie                                 | 4 mars 1952 & 8 octobre 1952             | Timeless |
| Art Pepper With Sonny Clark Trio      | Lighthouse Club, Hermosa Beach, Los Angeles, Californie | 30 mars 1953                             | Holiday Flight - Light House 1953                                                                                            |
| Art Pepper Quartet                    | Los Angeles, Californie                                 | 25 août 1953                             | Timeless |
| Chet Baker - Art Pepper Sextet        | Forum Theatre, Los Angeles, Californie                  | 26 juillet 1956                          | The Route |
| Art Pepper Quintet                    | Capitol Studios, Los Angeles, Californie                | Août 1956                                | The Return Of Art Pepper |
| Chet Baker - Art Pepper Sextet        | Radio Recorders, Los Angeles, Californie                | 31 octobre 1956                          | Playboys ou Picture Of Heath                                                                                                 |
| Art Pepper Quartet                    | Hollywood, Californie                                   | 23 novembre 1956                         | The Art Pepper Quartet |
| Art Pepper - Warne Marsh Quintet      | Los Angeles, Californie                                 | 26 novembre 1956                         | Art Pepper With Warne Marsh                                                                                                  |
| Art Pepper Quartet                    | Radio Recorders, Los Angeles, Californie                | 28 décembre 1956                         | Modern Art |
| Art Pepper Quartet                    | Master Recorder, Los Angeles, Californie                | 14 janvier 1957                          | Modern Art |
| Art Pepper Quartet                    | The Steve Allen Show, Los Angeles, Californie           | 18 janvier 1957                          | Complete TV Studio Recordings                                                                                                |
| Art Pepper With The Rhythm Section    | Contemporary's Studio, Los Angeles, Californie          | 19 janvier 1957                          | Art Pepper Meets The Rhythm Section                                                                                          |
| Art Pepper Quartet                    | Stars Of Jazz Show, Los Angeles, Californie             | 31 mars 1957                             | Complete TV Studio Recordings                                                                                                |
| Art Pepper Quartet                    | Audio Arts Studios, Hollywood, Californie               | 1er avril 1957                           | The Art Of Pepper - The Complete Omega Sessions Master Takes ou The Art Of Pepper, Modern Art, Complete TV Studio Recordings |
| Art Pepper Quartet                    | Audio Arts Studios, Hollywood, Californie               | 2 avril 1957                             | The Art Of Pepper - The Complete Omega Sessions Master Takes                                                                 |
| Art Pepper Nonet                      | Hollywood, Californie                                   | 12 août 1957                             | The Artistry Of Pepper ou Mucho Calor                                                                                        |
| Art Pepper Octet                      | Los Angeles, Californie                                 | 3 octobre 1957                           | Mucho Calor |
| Art Pepper Quartet                    | Los Angeles, Californie                                 | 31 mars 1958                             | |
| Art Pepper With Marty Paich Orchestra | Los Angeles, Californie                                 | 14 mars 1959, 28 mars 1959 & 12 mai 1959 | Art Pepper+Eleven : Modern Jazz Classics                                                                                     |

## Années 1960
|                    | Lieu                                                 | Date                                | CD                                                                                               |
| ------------------ | ---------------------------------------------------- | ----------------------------------- | ------------------------------------------------------------------------------------------------ |
| Art Pepper Quintet | Contemporary Records Studio, Los Angeles, Californie | 29 février 1960                     | Gettin' Together!                                                                                |
| Art Pepper Quintet | Contemporary Records, Los Angeles, Californie        | 24 octobre 1960 & 25 octobre 1960   | Smack Up                                                                                         |
| Art Pepper Quartet | Los Angeles, Californie                              | 23 novembre 1960 & 25 novembre 1960 | Intensity                                                                                        |
| Art Pepper Quartet | Jazz Casual Show, San Francisco, Californie          | 9 mai 1964                          | Complete TV Studio Recordings ou The Gerry Mulligan Quartet/The Art Pepper Quartet - Jazz Casual |
| Art Pepper Quartet | San Francisco, Californie                            | Juin 1964                           |                                                                                                  |
| Art Pepper Quintet | Donte's, North Hollywood, Californie                 | 24 novembre 1968                    | Live At Donte's 1968                                                                             |

## Années 1970
|                                      | Lieu                                           | Date | CD                                                |
| ------------------------------------ | ---------------------------------------------- | --- | ------------------------------------------------- |
| Art Pepper Quartet                   | Foothill College, Los Angeles, Californie      | 14 février 1975 |                                                   |
| Art Pepper                           | San Diego, Californie                          | Mars 1975 | The 1975 Garden State - Jam Sessions - LHJ 112469 |
| Art Pepper Quartet                   | Los Angeles, Californie                        | 9 août 1975 | Living Legend                                     |
| Art Pepper                           | Pasadena, Californie                           | 15 novembre 1975 | The 1975 Garden State - Jam Sessions - LHJ 112469 |
| Art Pepper Quartet                   | Contemporary's Studio, Los Angeles, Californie | 15 septembre 1976 & 16 septembre 1976 | The Trip                                          |
| Art Pepper Quartet                   | Half Moon Bay, Japon                           | 23 janvier 1977 |                                                   |
| Art Pepper Quartet                   | Contemporary's Studio, Los Angeles, Californie | 26 mars 1977 | No Limit                                          |
| Art Pepper Quartet                   | Toronto, Canada                                | 17 juin 1977 | Live In Toronto 1977, Vol. 1                      |
| Art Pepper Quartet                   | Village Vanguard, New York City, New York      | 1er set (1er show), 2nd set (2nd show), 3e set (3e show), 28 juillet 1977; 1er set (4e show), 2e set (5e show), 3e set (6e show), 29 juillet 1977; 1er set (7e show), 2nd set (8e show), 3e set (9e show), 30 juillet 1977 | The Complete Village Vanguard Sessions            |
| Art Pepper Quartet                   | San Francisco, Californie                      | 6 août 1977 & 8 août 1977 |                                                   |
| The Gauntlet (Soundtrack)            | Los Angeles, Californie                        | 13 septembre 1977 & 15 septembre 1977 | The Gauntlet / L'Epreuve de force                 |
| Art Pepper Quartet                   | Malibu, Californie                             | Août 1978 | Rehearsal Session and More                        |
| Art Pepper Quartet                   | YBC TV Hall, Yamagata, Japon                   | 14 mars 1978 | Ophelia                                           |
| Art Pepper Quartet                   | United Western Studios, Hollywood, Californie  | 2 septembre 1978 | Among Friends                                     |
| Art Pepper Quintet                   | Berkeley, Californie                           | 1er décembre 1978 & 2 décembre 1978 | Today                                             |
| Art Pepper Quartet                   | Kōbe, Japon                                    | 1978 | Laurie's Choice                                   |
| Art Pepper Quartet                   | Fantasy Studios, Berkeley, Californie          | 23 février 1979 |                                                   |
| Art Pepper Quartet                   | Fantasy Studios, Berkeley, Californie          | 25 mai 1979 & 26 mai 1979 |                                                   |
| Art Pepper Quartet                   | Shiba Yubin Chokin Hall, Tokyo, Japon          | 16 juillet 1979, 23 juillet 1979 | Landscape                                         |
| Kei Ishiguro With Art Pepper Quintet | JVC Studios, Tokyo, Japon                      | 23 juillet 1979 |                                                   |
| Art Pepper Quartet                   | Yubin Chokin Hall, Tokyo, Japon                | 23 juillet 1979 |                                                   |
| Art Pepper Solo                      | Fantasy Studios, Berkeley, Californie          | 21 août 1979 |                                                   |
| Art Pepper Quintet                   | Fantasy Studios, Berkeley, Californie          | 21 septembre 1979 | Straight Life                                     |

## Années 1980
|                                  | Lieu                                                          | Date                                | CD                         |
| -------------------------------- | ------------------------------------------------------------- | ----------------------------------- | -------------------------- |
| Art Pepper Quartet               | Atlanta, Géorgie                                              | Mai 1980                            | Laurie's Choice            |
| Art Pepper Quartet               | Ancône, Italie                                                | Mai 1981                            | Rehearsal Session and More |
| Art Pepper Quintet With Strings  | Fantasy Studios, Berkeley, Californie                         | 3 septembre 1980 & 4 septembre 1980 | Winter Moon                |
| Art Pepper Quintet               | Fantasy Studios, Berkeley, Californie                         | 5 septembre 1980                    | One September Afternoon    |
| Art Pepper - Duke Jordan Quartet | Cafe Mountmartre, Jazzhus, Copenhague, Danemark               | 3 juillet 1981                      |                            |
| Art Pepper Quartet               | Maiden Voyage, Los Angeles, Californie                        | 13 août 1981                        |                            |
| Art Pepper Quartet               | Maiden Voyage, Los Angeles, Californie                        | 14 août 1981                        |                            |
| Art Pepper Quartet               | Maiden Voyage, Los Angeles, Californie                        | 15 août 1981                        | Roadgame                   |
| Art Pepper - Zoot Sims Combo     | Royce Hall, Université de Californie, Los Angeles, Californie | 27 septembre 1981                   | Art 'N' Zoot               |
| Art Pepper Quartet               | Sapporo, Japon                                                | 22 novembre 1981                    | Laurie's Choice            |
| Art Pepper Quartet               | Yubin Chokin Hall, Tokyo, Japon                               | 24 novembre 1981                    | Laurie's Choice            |
| Art Pepper Quartet               | Festival Di Pescara, Pescara, Italie                          | 7 décembre 1981                     |                            |
| Art Pepper Quintet               | Los Angeles, Californie                                       | 23 mars 1982                        |                            |
| Art Pepper - George Cables Duo   | Berkeley, Californie                                          | 13 avril 1982 & 14 avril 1982       | Tête-À-Tête                |
| Art Pepper - George Cables Duo   | Fantasy Studios, Berkeley, Californie                         | 11 mai 1982 & 12 mai 1982           | Goin Home                  |
| Art Pepper Quartet               | Los Angeles, Californie                                       | 30 mai 1982                         | Last Concert 1982          |

## Date inconnue
|                    | Lieu | Date    | CD              |
| ------------------ | ---- | ------- | --------------- |
| Art Pepper Quartet |      | 27 juin | Laurie's Choice |